# رابرت بلتران
رابرت بلتران (انگلیسی: Robert Adame Beltran؛ زادهٔ ۱۹ نوامبر ۱۹۵۳) یک هنرپیشه اهل ایالات متحده آمریکا است.

## گزیده فیلمشناسی
از فیلم‌ها یا برنامه‌های تلویزیونی که وی در آن نقش داشته‌است می‌توان به آثار زیر اشاره کرد.
- خوردن رائول (۱۹۸۲)
- مک‌کواد گرگ‌صفت (۱۹۸۳)
- لاتینو (فیلم) (۱۹۸۵)
- گابی: یک داستان واقعی (۱۹۸۷)
- مبارزه در بورلی هیلز (۱۹۸۹)
- باگزی (۱۹۹۱)
- نیکسون (فیلم) (۱۹۹۵)
- سی‌اس‌آی: میامی (۲۰۰۳)
- متوسط (مجموعه تلویزیونی) (۲۰۰۷)
- عشق بزرگ (۲۰۰۹–۲۰۱۱)